# Luis Tosar
Luis Tosar (Xustás, Cospeito, Lugo, 13 de outubro de 1971) é um ator e cantor galego.

## Biografia
Nascido em Xustás, Cospeito (Lugo) em 13 de outubro de 1971. Começa trabalhando em curta-metragens para depois se conhecido pela sua atuação na série televisiva Mareas Vivas, da Televisão da Galiza, um programa que o lançou à fama na Galiza. Em fevereiro de 2003 foi escolhido o "Galego do Mês" pelo El Correo Gallego. Atualmente é embaixador honorífico do Casco Vello da cidade de Vigo.
Recebeu o prêmio Goya da Academia das Artes e Ciências Cinematográficas da Espanha, em 2002, na categoria "melhor ator coadjuvante" por sua interpretação no filme Los lunes al sol e em 2003 foi agraciado com o mesmo prêmio, porém na categoria "melhor ator", pela participação no filme Te doy mis ojos, onde ele faz uma cena de nudez frontal, além de ganhar a Concha de Prata do Festival de Cinema de San Sebastián, em 2003, por este último trabalho. Em 2010 três filmes nos quais ele atua - Lope, Cela 211 e También la lluvia - foram escolhidas pela Academia de Cinema Espanhola para representar o país na seleção dos prêmios Oscar, sendo indicado o filme También la lluvia.
Em 29 de março de 2011 foi lançado o primeiro disco da banda Di Elas, grupo musical liderado pelo artista.
Atualmente participa na rodagem do filme inglês, Mr. Nice, juntamente com Rhys Ifans, Chloë Sevigny, David Thewlis e a espanhola Elsa Pataky nos estúdios Ciudad de la Luz, em Alicante.
Em 10 de janeiro de 2012 o ator foi indicado pela Academia de las Artes y las Ciencias Cinematograficas de España aos Premios Goya de melhor interpretação masculina pelo filme Mientras duermes.

## Filmografia(incompleta)
| Ano  | Filme                       | Papel               |
| ---- | --------------------------- | ------------------- |
| 2021 | Way Down                    | Simón               |
| 2011 | Luz de mar (documentário)   | Narrador            |
| 2011 | También la lluvia           | Costa               |
| 2011 | Mientras duermes            | Cézar               |
| 2011 | Crebinsky                   |                     |
| 2011 | Novo Vigo Vello             |                     |
| 2010 | 18 comidas                  | Luther              |
| 2010 | Lope                        | Frai Bernardo       |
| 2010 | O apóstolo                  | Costa               |
| 2009 | Mr. Nice                    |                     |
| 2009 | La noche que dejó de llover | Spleen              |
| 2009 | Cela 211                    | Malamadre           |
| 2009 | The Limits of Control       |                     |
| 2008 | Casual Day                  |                     |
| 2007 | Normal con Alas             | Padre Serafín Amigo |
| 2007 | Las vidas de Celia          | Miguel Ángel        |
| 2007 | Amnésico por Compasión      |                     |
| 2006 | Miami Vice                  | Montoya             |
| 2006 | Cargo                       | Bautista            |
| 2006 | Hotel Tívoli                | Suso                |
| 2005 | La noche del hermano        | Lorenzo             |
| 2005 | Aupa Etxebeste!             | ladrão              |
| 2005 | Galatasaray-Dépor           |                     |
| 2004 | Inconscientes               | Salvador            |
| 2003 | El lápiz del carpintero     | Herbal              |
| 2003 | El regalo de Silvia         |                     |
| 2003 | Te doy mis ojos             | Antonio             |
| 2003 | La flaqueza del bolchevique | Pablo López         |
| 2003 | La vida que te espera       | Rai                 |
| 2002 | Semana Santa                |                     |
| 2002 | Los lunes al sol            | José                |
| 2002 | Trece campanadas            |                     |
| 2001 | Lena                        |                     |
| 2001 | Sin noticias de Dios        | Policial            |
| 2001 | Un asunto pendiente         |                     |
| 2000 | El corazón del guerrero     |                     |
| 2000 | Sé quién eres               | Estébez             |
| 2000 | Leo                         |                     |
| 2000 | La Comunidad                |                     |
| 2000 | Besos para todos            |                     |
| 2000 | El váter susurra            |                     |
| 1999 | Flores de otro mundo        |                     |
| 1999 | Celos                       |                     |
| 1998 | Atilano Presidente          | Cazorla             |